# Teodoro III da Rússia
Teodoro III (Moscou, 9 de junho de 1661 – Moscou, 7 de maio de 1682) foi o Czar da Rússia de 1676 até a sua morte. Era o filho mais velho sobrevivente do czar Aleixo com a sua primeira esposa Maria Miloslavskaia. Este ascendeu ao trono após a morte do seu pai e foi sucedido pelo seu irmão Ivan V e o seu meio-irmão Pedro I.
Tendo sido desfigurado e parcialmente paralisado por uma doença desconhecida, supostamente escorbuto, tinha problemas de saúde desde a sua infância.
Em 28 de julho de 1680, casou-se com a nobre ucraniana Agáfia Simeonovna Gruchevskaya e assumiu o cetro. Fundou a academia de ciências, onde se ensinava eslavo, grego, latim e polonês.
Teodoro morreu em 7 de maio de 1682. As notícias sobre a sua morte levariam à revolta de Moscou de 1682.